# Шандор Жотер
Шандор Жотер (угор. Zsótér Sándor; нар. 20 червня 1961, Будапешт, Угорщина) — угорський актор, сценарист і театральний режисер.

## Біографія
Шандор Жотер народився в Будапешті, Угорщина в родині Еви Малі та Шандора Жотера. Освіту здобув у Будапешті в Академії драми та кіно, яку закінчив у 1983. 

## Кар'єра
До початку роботи в театрі у Шандора було кілька ролей на телебаченні та в кіно. Після випуску з академії Жотер почав працювати в театрі. У 1983 — 1985 він працював у Театрі ім. Шандора Хевесі, до 1986 — в театрі Сольнока. Свою кар'єру продовжив у Театрі ім. Міклоша Радноті, в якому працював до 1990. У цьому ж році Жотер перейшов у Театр ім. Жигмонда Моріца та був там драматургом до 1992. Після чого продовжив кар'єру як режисер Національного театру Мишкольца. У 1994 Шандор повернувся в Сольнок та протягом двох років працював там  режисером. У 1996 почав викладати в Академії драми та кіно в Будапешті. Крім того, він уклав контракти з театром «Szigligeti» у 1996 та Театром ім. Міклоша Радноті у 1999, а у 2008 почав працювати в Театрі ім. Гези Гардоні. До того ж Шандор співпрацював з Національним театром Будапешта, Будапештським театром комедії, Угорським державним оперним театром, Театром ім. Іожефа Катона.
Крім роботи в театрі Шандор Жотер в своєму доробку має ролі в кіно та на телебаченні. В телеекранізації «Гамлета» 1983 він виконав роль Фортінбраса. У музичній воєнній драмі «Міс Аризона» з Марчелло Мастрояні в головній ролі, Шандор зіграв Андроша. В угорській драмі Іштвана Сабо «Хануссен», події в якій відбуваються під час Першої світової війни, у нього була роль другого плану. У 1995 вийшла стрічка «Пробудження» з актором. У наступному році Жотер знявся в фільмі про Дмитра Шостаковича (Сергій Маковецький) та його учня Фляйшманна. 
У стрічці «Без долі» про хлопчика Д'єрдя, який потрапив у концентраційний табір, Шандор виконав епізодичну роль. Потім він знявся в комедії «Восьмий день тижня», у 2007 зіграв в двох фільмах «Дівчата» та «Уламок». У 2013 була роль в драмедії «Небесна зміна». У наступному році за участю актора виходить драма «Вікторія: Розповідь про чесноту та жадібність» і трилер з елементами драми «Білий Бог». В угорській драмі Ласло Немеша, яка отримала нагороди «Оскар» і «Золотий глобус», Жотер зіграв лікаря Міклоша.

## Фільмографія

### Фільми
| Рік  | Назва                                                   | Оригінальна назва                        | Роль                | Примітки  |
| ---- | ------------------------------------------------------- | ---------------------------------------- | ------------------- | --------- |
| 1977 | «Бал в опері»                                           | Operabál 13.                             |                     | телефільм |
| 1980 | «Останній дзвінок»                                      | Ballagás                                 | учень               |           |
| 1983 |                                                         | Klapka légió                             | Зюле                | телефільм |
| 1983 | «Гамлет»                                                | Hamlet                                   | Фортінбрас          | телефільм |
| 1983 |                                                         | Mennyei seregek                          | Ангел               |           |
| 1985 | «Щасливчик Даніель»                                     | Szerencsés Dániel                        | Gyuri Angeli        |           |
| 1985 |                                                         | Bevégezetlen ragozás                     |                     | телефільм |
| 1987 |                                                         | Isten veletek, barátaim                  | студент             |           |
| 1987 | «Міс Аризона»                                           | Miss Arizona                             | Андраш              |           |
| 1987 |                                                         | Csinszka                                 |                     | телефільм |
| 1988 |                                                         | Hótreá                                   | Адам                |           |
| 1988 | «Хануссен»                                              | Hanussen                                 |                     |           |
| 1989 | «Переговори про мир, або століття починається у четвер» | Béketárgyalás, avagy az évszázad csüt... |                     |           |
| 1990 |                                                         | Tutajosok                                |                     |           |
| 1990 |                                                         | Könnyü vér                               |                     |           |
| 1991 | «Після всього»                                          | És mégis...                              |                     |           |
| 1994 |                                                         | Köd                                      |                     |           |
| 1995 | «Пробудження»                                           | Ébredés                                  | Фері                |           |
| 1996 | «Скрипка Ротшильда»                                     | Le violon de Rothschild                  | Ротшильд            |           |
| 2002 |                                                         | Chacho Rom                               | принц               |           |
| 2005 | «Без долі»                                              | Sorstalanság                             | SS isztszelektáló t |           |
| 2006 | «Восьмий день тижня»                                    | A hét nyolcadik napja                    | Стівен              |           |
| 2007 | «Дівчата»                                               | Lányok                                   | Ерно                |           |
| 2007 | «Уламок»                                                | Töredék                                  |                     |           |
| 2013 | «Небесна зміна»                                         | Isteni müszak                            | Віннай              |           |
| 2014 | «Вікторія: Розповідь про чесноту та жадібність»         | Viktoria: A Tale of Grace and Greed      | клієнт              |           |
| 2014 | «Білий Бог»                                             | Fehér isten                              | батько Лілі         |           |
| 2015 | «Син Саула»                                             | Saul fia                                 | Міклош              |           |

### Серіали
| Рік  | Назва | Оригінальна назва | Роль | Примітки |
| ---- | ----- | ----------------- | ---- | -------- |
| 1987 |       | T.I.R.            |      | 1 епізод |